# 슈톨렌

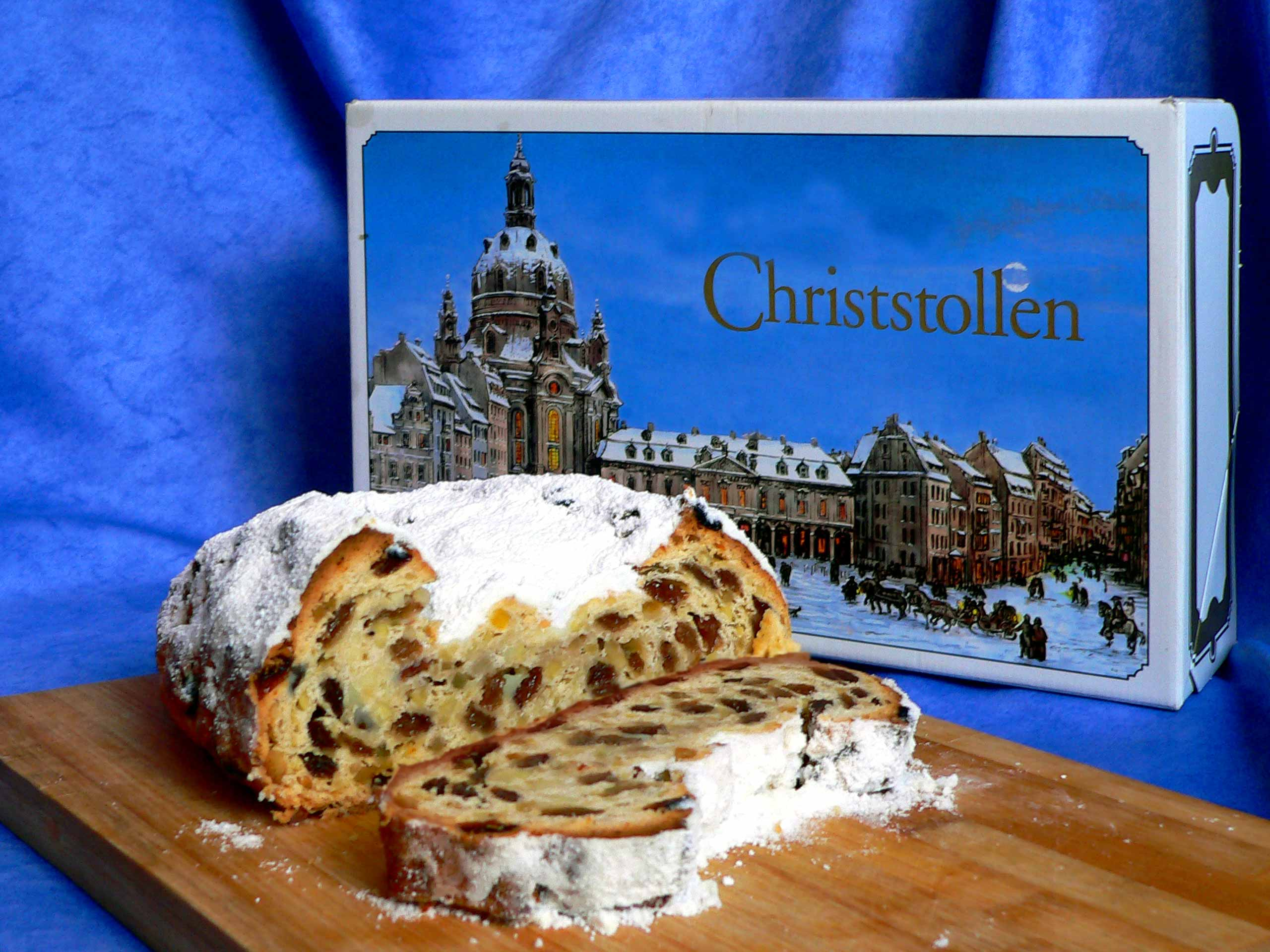

슈톨렌(독일어: Stollen)은 독일 케이크로, 건과나 마지팬 등이 속에 박혀 있고 설탕 가루를 덮어 놓았다. 슈톨렌은 독일의 전통적인 음식으로, 대개 크리스마스 때 먹는다.
슈톨렌은 손으로 반죽해 만든 투박한 모양의 타원형으로 생겼는데, 옛날 중세의 수도사들이 걸쳤던 망토 위에 눈이 쌓인 모습, 혹은 아기 예수를 형상화했다고 전해진다. 겉모양과는 달리 속은 풍성한데, 1~2년간 브랜디나 럼에 절인 건조 과일, 호두·아몬드 같은 견과류, 동그랗게 빚은 마지팬을 반죽 안에 넣어 진한 풍미를 이뤄내기 때문이다. 이렇게 구운 빵을 버터에 담그는 과정을 2~3번 반복한 후 가루 설탕을 뿌리면 완성되는데, 그 때문에 칼로리는 일반 생크림 케이크만큼 높다.
슈톨렌은 시간이 지날수록 속에 들어간 절인 과일과 버터의 풍미가 깊숙이 베어들어 빵이 더 맛있어진다. 진하게 내린 커피나 홍차와 같이 먹을 때 그 쓴맛을 중화시켜주며, 건과일과 견과류의 묵직한 풍미 때문에 뱅쇼와 위스키 및 다양한 와인과도 잘 어울리는 편이다. 슈톨렌은 가운데 부분부터 썰어먹고 남은 양쪽을 맞붙여서 밀봉 보관하면 빵이 덜 마르도록 도와 처음의 식감을 오래 유지하는데 도움이 된다.
독일에선 크리스마스 한 달 전부터 매주 일요일에 가족들과 함께 한 조각씩 나눠먹는 풍습이 있다. 일본에서는 매년 연말 도쿄에서 슈톨렌 축제가 열린다. 대한민국에서는 비교적 생소한 빵이었지만, 2010년경 식사용 빵 전문점이 늘면서 판매되기 시작했다. 고객들에게는 동그란 크리스마스 케이크의 고정관념을 깨면서 선물용으로 인기가 늘고 있다.

## 슈톨렌의 역사
슈톨렌의 기원은 정확히 알려져 있지 않지만, 중세 시대에 수도원이나 교회에서 만들어 먹던 빵이 그 시초라고 전해진다.
슈톨렌의 이름은 고대 독일어로 "말뚝"을 뜻하는 "슈톨로(Stollo)"에서 유래한 것으로 보인다. 이는 슈톨렌의 길쭉한 모양 때문에 붙여진 것으로 추측된다.
슈톨렌은 중세 시대부터 크리스마스 빵으로 인기를 얻기 시작했다. 당시에는 슈톨렌을 아기 예수를 상징하는 빵으로 여겼으며, 크리스마스 전야에 가족들이 함께 먹으며 아기 예수의 탄생을 기념했다.
16세기 이후에는 슈톨렌이 독일 전역으로 퍼져나가면서 더욱 인기를 얻게 되었다. 특히 드레스덴의 슈트리첼마르크트(Striezelmarkt)는 슈톨렌으로 유명한 크리스마스 시장으로, 매년 크리스마스 시즌에 많은 사람들이 방문한다.

## 같이 보기
- 크리스마스 푸딩